# Vivian Forbes
Pour les articles homonymes, voir Forbes (homonymie).
Vivian Forbes né le 8 août 1891 et mort le 24 décembre 1937, est un peintre et poète anglais, ami du peintre Glyn Philpot,.

## Biographie

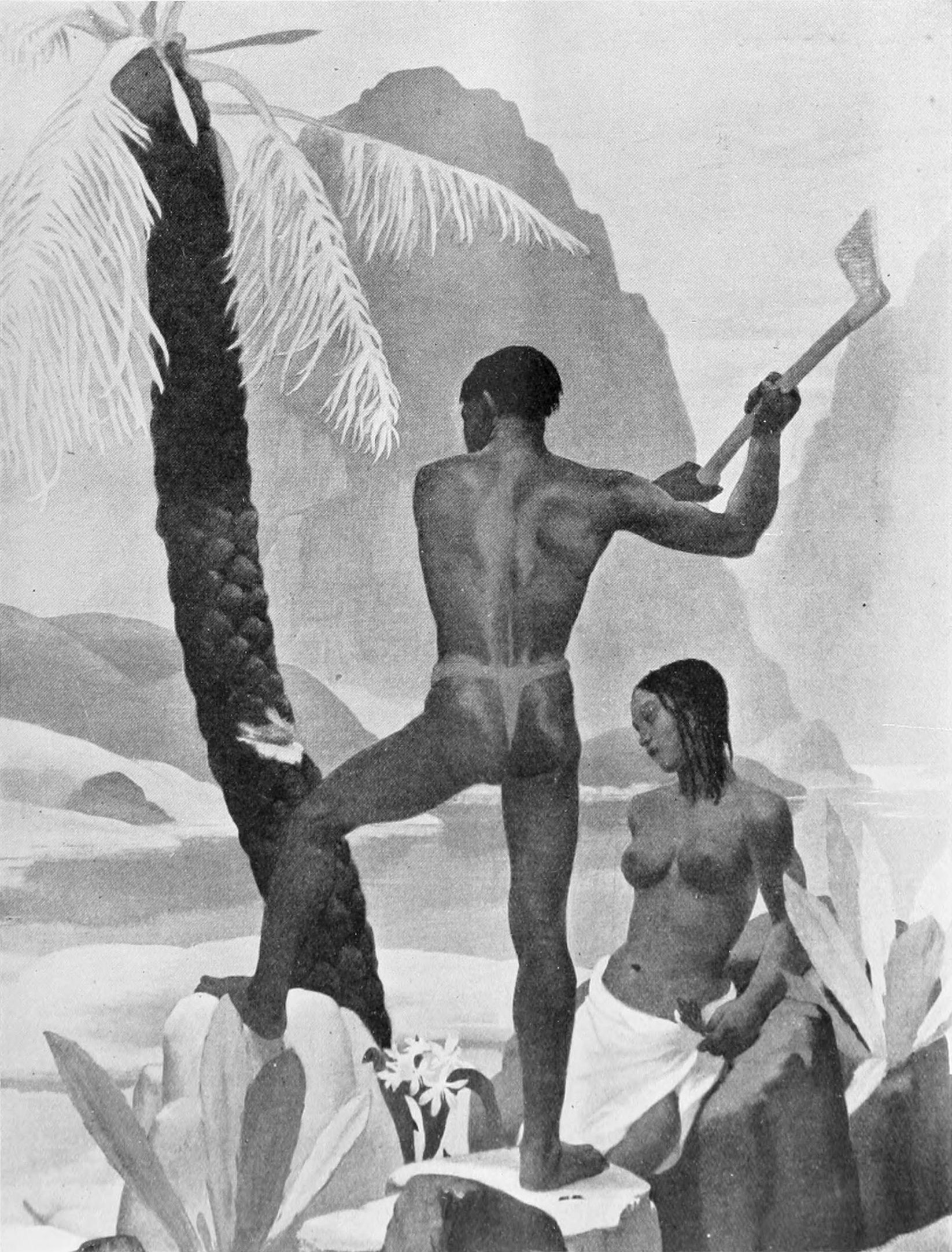
Vivan Forbes - The Echoing Valley

Forbes est enrôlé au début de la Première Guerre mondiale chez les Royal Fusiliers où il rencontre le peintre Glyn Philpot au camp d'entraînement d'Aldershot en août 1915,. Après la guerre, il fait du commerce en Égypte (alors sous influence coloniale britannique), tout en restant en lien avec Philpot qui le conseille dans sa manière de peindre. Ils emménagent dans un même appartement à Londres en 1923 à Lansdowne Road et partagent le même atelier. Il est influencé par le style symboliste de Philpot, et celui de Charles Ricketts ou de Charles Haslewood Shannon. Forbes compose aussi des poèmes, la plupart dédiés à Philpot. Forbes, Philpot, Ricketts et Shannon se fréquentaient souvent car ils avaient leurs ateliers à proximité des uns des autres dans le Ladbroke Estate.
Décrit comme vif et charmant, Forbes avait toutefois un caractère instable et sa relation fusionnelle avec Philpot le menait à des accès de jalousie. Aussi partaient-ils parfois en voyage séparément. Le lendemain des funérailles de Philpot, Forbes se suicida le 23 décembre 1937 en prenant des somnifères. Il avait quarante-six ans.